# Disney Legends
Disney Legends est un programme lancé en 1987 par la Walt Disney Company pour récompenser les hommes et les femmes qui ont contribué de manière émérite à l'entreprise. Il s'agit du temple de la renommée de la firme. Les décorations sont décernées et remises chaque année lors d'une cérémonie spéciale.
Les personnalités honorées sont choisies par un comité initialement présidé par Roy E. Disney, neveu de Walt Disney et président émérite de la Walt Disney Company. Ce comité est constitué de responsables Disney de longue date, d'historiens et d'autres autorités.

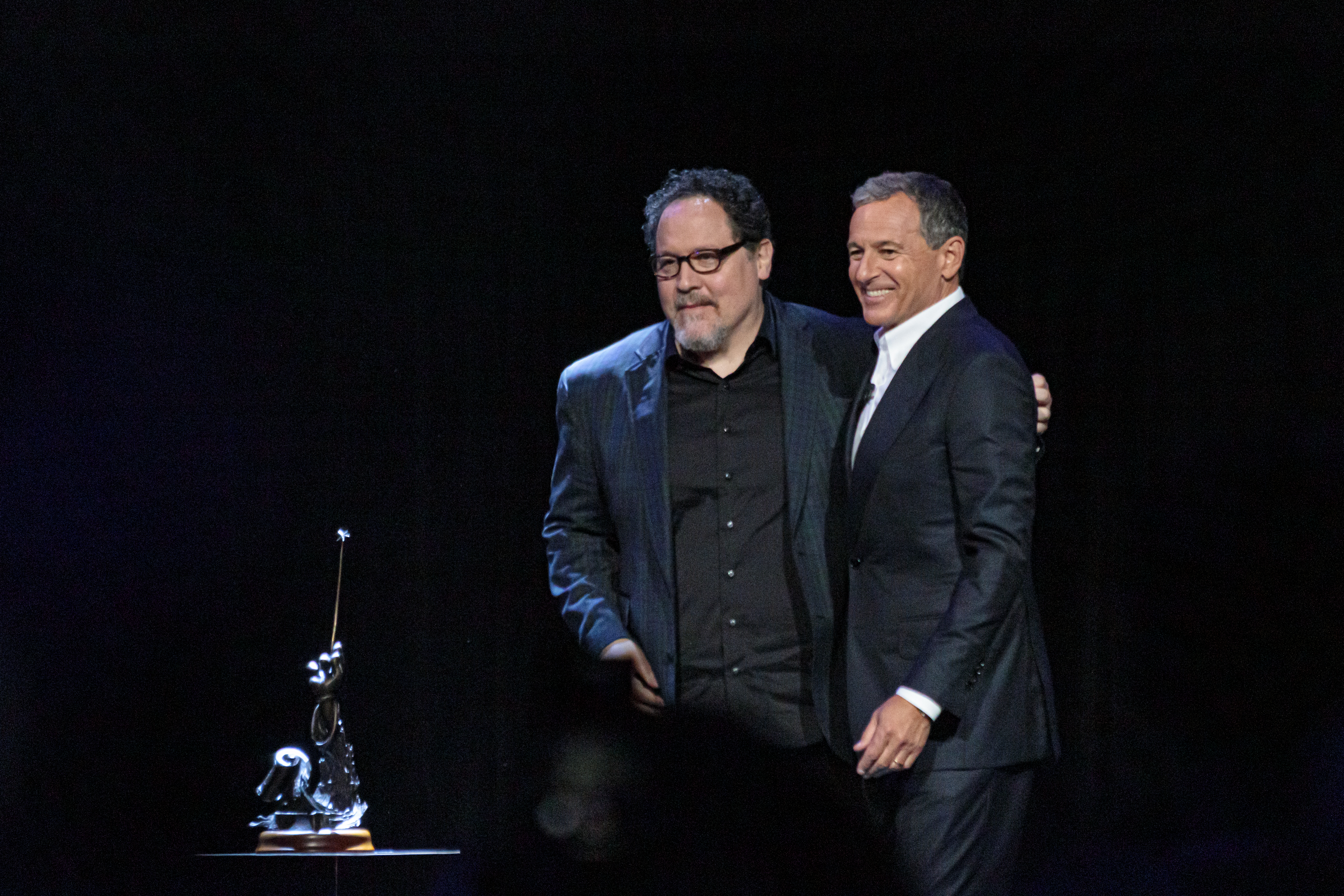
Bob Iger et Jon Favreau lors de la cérémonie Disney Legends de 2019.

Le trophée de bronze, décerné à chaque récipiendaire et représentant le bras de Mickey Mouse tenant une baguette magique, a été conçu par le sculpteur Andrea Favilli. De plus, chaque nommé reçoit une plaque en bronze comportant ses empreintes, sa signature (ou son nom dans le cas d'une récompense posthume) disposée sur la Disney Legends Plaza des Walt Disney Studios de Burbank. 
En 1998, une version du trophée d'une hauteur de 4,5 mètres a été dévoilée lors de la cérémonie, ce qui fut l'occasion de rebaptiser la place. Une autre version géante du trophée existe depuis 1997 dans les Fantasia Gardens du Disneyland Paris et la cérémonie de 2002 eut lieu devant le parc Walt Disney Studios.
Le trophée selon la Walt Disney Company se compose de trois éléments distincts qui caractérisent les contributions apportées par les talents honorés : la spirale qui symbolise l'imagination et la puissance d'une idée, la main qui tient les dons de compétence, discipline et technique et la baguette combinée l'étoile qui représentent la magie : l'étincelle qui s'enflamme quand l'imagination et les compétences se combinent pour créer un nouveau rêve.

## Lauréats

### Années 1980
1987
- Fred MacMurray, Film

1988
Aucun récipiendaire
1989
- Ub Iwerks, Animation et Imagineering (à titre posthume)
- Les Neuf Sages de Disney, chargés de l'animation : Les Clark (à titre posthume), Marc Davis, Ollie Johnston, Milt Kahl, Animation (à titre posthume), Ward Kimball, Eric Larson (à titre posthume), John Lounsbery (à titre posthume), Wolfgang Reitherman (à titre posthume) et Frank Thomas.

### Années 1990
1990
- Roger Broggie, Imagineering
- Joe Fowler, Attractions
- John Hench, Animation et Imagineering
- Richard Irvine, Imagineering (à titre posthume)
- Herb Ryman, Imagineering (à titre posthume)
- Richard Sherman, Musique
- Robert Sherman, Musique

1991
- Ken Anderson, Animation et Imagineering
- Julie Andrews, Film
- Carl Barks, Animation et Publication
- Mary Blair, Animation et Imagineering (à titre posthume)
- Claude Coats, Animation et Imagineering
- Don DaGradi, Animation et Film
- Sterling Holloway, Animation
- Fess Parker, Film et Television
- Bill Walsh, Film et Television (à titre posthume)

1992
- Jimmie Dodd, Television (à titre posthume)
- Bill Evans, Imagineering
- Annette Funicello, Film et Television
- Joe Grant, Animation
- Jack Hannah, Animation
- Winston Hibler, Film (à titre posthume)
- Ken O'Connor, Animation et Imagineering
- Roy Williams, Animation et Television (à titre posthume)

1993
- Pinto Colvig, Animation Voix (à titre posthume)
- Buddy Ebsen, Film et Television
- Peter Ellenshaw, Film
- Blaine Gibson, Animation et Imagineering
- Harper Goff, Film et Imagineering
- Irving Ludwig, Film
- Jimmy MacDonald, Animation Voix (à titre posthume)
- Clarence Nash, Animation Voix (à titre posthume)
- Donn Tatum, Administration
- Card Walker, Administration

1994
- Adriana Caselotti, Animation Voix
- Bill Cottrell, Animation et Imagineering
- Marvin Davis, Film et Imagineering
- Van France, Attractions
- David Hand, Animation (à titre posthume)
- Jack Lindquist, Attractions
- Bill Martin, Imagineering
- Paul J. Smith, Musique (à titre posthume)
- Frank Wells, Administration (à titre posthume)

1995
- Wally Boag, Attractions
- Fulton Burley, Attractions
- Dean Jones, Film
- Angela Lansbury, Film
- Edward Meck, Attractions (à titre posthume)
- Fred Moore, Animation (à titre posthume)
- Thurl Ravenscroft, Animation Voix
- Wathel Rogers, Imagineering
- Betty Taylor, Attractions

1996
- Bob Allen, Attractions (à titre posthume)
- Rex Allen, Film et Television
- X Atencio, Animation et Imagineering
- Betty Lou Gerson, Animation Voix
- Bill Justice, Animation et Imagineering
- Sam McKim, Imagineering
- Bob Matheison, Attractions
- Bob Moore, Animation et Film
- Bill Peet, Animation Scénario
- Joe Potter, Attractions (à titre posthume)

1997
- Lucien Adès, Musique (à titre posthume)
- Angel Angelopoulos, Publication (à titre posthume)
- Antonio Bertini, Produits dérivés des personnages
- Armand Bigle, Produits dérivés des personnages
- Poul Brahe Pederson, Publication (à titre posthume)
- Gaudenzio Capelli, Publication
- Roberto de Leonardis, Film (à titre posthume)
- Cyril Edgar, Film (à titre posthume)[4]
- Wally Feignoux, Film (à titre posthume)
- Didier Fouret, Publication (à titre posthume)
- Mario Gentilini, Publication (à titre posthume)
- Cyril James, Film et Commercialisation (à titre posthume)
- Horst Koblischek, Produits dérivés des personnages
- Gunnar Mansson, Produits dérivés des personnages
- Arnoldo Mondadori, Publication (à titre posthume)
- Armand Palivoda, Film (à titre posthume)
- André Vanneste, Produits dérivés des personnages (à titre posthume)[5]
- Paul Winkler, Produits dérivés des personnages (à titre posthume)

1998
- James Algar, Animation et Film
- Buddy Baker, Musique
- Kathryn Beaumont, Animation Voix
- Virginia Davis, Animation
- Roy Edward Disney, Film, Animation et Administration
- Don Escen, Administration
- Wilfred Jackson, Animation (à titre posthume)
- Glynis Johns, Film
- Kay Kamen, Produits dérivés des personnages (à titre posthume)
- Paul Kenworthy, Film
- Larry Lansburgh, Film et Télévision
- Hayley Mills, Film
- Alfred Milotte et Emma Milotte, Film (à titre posthume)
- Norman "Stormy" Palmer, Film
- Lloyd Richardson, Film
- Kurt Russell, Film
- Ben Sharpsteen, Animation et Film (à titre posthume)
- Masatomo Takahashi, Administration
- Vladimir "Bill" Tytla, Animation (à titre posthume)
- Dick Van Dyke, Film
- Matsuo Yokoyama, Produits dérivés des personnages

1999
- Tim Allen, Télévision et Film
- Mary Costa, Animation et Voix
- Norman Ferguson, Animation (à titre posthume)
- Bill Garity, Film (à titre posthume)
- Yale Gracey, Animation et Imagineering (à titre posthume)
- Al Konetzni, Produits dérivés des personnages[6]
- Hamilton Luske, Animation (à titre posthume)

### 2000
- Grace Bailey, Animation (à titre posthume) [7]
- Harriet Burns, Imagineering [8]
- Joyce Carlson, Animation et Imagineering [9]
- Ron Dominguez, Parcs et Resorts [10]
- Cliff Edwards, Animation Voix (à titre posthume) [11]
- Becky Fallberg, Animation [12]
- Dick Jones, Animation Voix [13]
- Dodie Roberts, Animation [14]
- Retta Scott, Animation (à titre posthume) [15]
- Ruthie Tompson, Animation [16]

### 2001
- Howard Ashman, Musique (à titre posthume)[17]
- Bob Broughton, Film [18]
- George Bruns, Musique (à titre posthume) [19]
- Frank Churchill, Musique (à titre posthume) [20]
- Leigh Harline, Musique (à titre posthume) [21]
- Fred Joerger, Imagineering [22]
- Alan Menken, Musique [23]
- Martin Sklar, Imagineering [24]
- Ned Washington, Musique (à titre posthume) [25]
- Tyrus Wong, Animation [26]

### 2002
En honneur de l'ouverture du parc Walt Disney Studios au sein de Disneyland Paris, tous les nommés de 2002 sont d'origine européenne. La cérémonie eut lieu au sein de l'Animation building à l'intérieur du parc.
- Ken Annakin, Film [27]
- Hugh Attwooll, Film [28]
- Maurice Chevalier, Film (à titre posthume) [29]
- Phil Collins, Musique [30]
- Sir John Mills, Film [31]
- Robert Newton, Film et Télévision (à titre posthume) [32]
- Sir Tim Rice, Musique [33]
- Robert (Bob) Stevenson, Film (à titre posthume) [34]
- Richard Todd, Film et Télévision [35]
- David Tomlinson, Film (à titre posthume) [36]

### 2003
À la suite du différend entre Roy E. Disney et la société, qui a conduit à la démission de Roy, Robert Iger, le nouveau président de Disney le remplaça comme coprésentateur avec Michael Eisner.
- Neil Beckett, Produits de consommation (à titre posthume) [37]
- Toots Camarata, Musique [38]
- Edna Francis Disney (à titre posthume) [39]
- Lillian Disney (à titre posthume) [40]
- Orlando Ferrante, Imagineering [41]
- Richard Fleischer, Film [42]
- Floyd Gottfredson, Animation (à titre posthume) [43]
- Buddy Hackett, Film et Télévision [44]
- Harrison Price, Research Economist [45]
- Alfred Taliaferro, Cartoonist (à titre posthume) [46]
- Ilene Woods, Musique Voix [47]

### 2004
- Bill Anderson, Film, Television et Administration (à titre posthume) [48]
- Tim Conway, Film [49]
- Rolly Crump, Imagineering [50]
- Alice Estes Davis, Imagineering [51]
- Karen Dotrice, Film et Télévision [52]
- Matthew Garber, Film (à titre posthume) [53]
- Leonard H. Goldenson, Télévision (à titre posthume) [54]
- Bob Gurr, Imagineering [55]
- Ralph Kent, Imagineering et Attractions [56]
- Irwin Kostal, Musique (à titre posthume) [57]
- Melvin Shaw, Animation [58]

### 2005
En honneur du 50e anniversaire de Disneyland, tous les nommés sont liés à Walt Disney Parks and Resorts et/ou Walt Disney Imagineering. Roy E. Disney retrouve sa place de coprésentateur.
- Chuck Abbott, Parcs et Resorts (à titre posthume) [59]
- Milt Albright, Parcs et Resorts [60]
- Hideo Amemiya, Parcs et Resorts (à titre posthume) [61]
- Hideo Aramaki, Parcs et Resorts (à titre posthume) [62]
- Charles Boyer, Parcs et Resorts [63]
- Randy Bright, Imagineer (à titre posthume) [64]
- James Cora, Parcs et Resorts [65]
- Robert Jani, Parcs et Resorts (à titre posthume) [66]
- Mary Jones, Parcs et Resorts [67]
- Art Linkletter, Parcs et Resorts [68]
- Mary Anne Mang, Parcs et Resorts [69]
- Steve Martin, Parcs et Resorts [70]
- Tom Nabbe, Parcs et Resorts [71]
- Jack Olsen, Parcs et Resorts (à titre posthume) [72]
- Cicely Rigdon, Parcs et Resorts [73]
- William Sullivan, Parcs et Resorts [74]
- Jack Wagner, Parcs et Resorts (à titre posthume) [75]
- Vesey Walker, Parcs et Resorts (à titre posthume) [76]

### 2006
- Tim Considine, Télévision et Film [77]
- Kevin Corcoran, Télévision et Film [78]
- Al Dempster, Animation (à titre posthume) [79]
- Don Edgren, Imagineering [80]
- Paul Frees, Télévision, Film et Parks (à titre posthume) [81]
- Peter Jennings, Télévision (à titre posthume) [82]
- Elton John, Musique [83]
- Jimmy Johnson, Musique (à titre posthume) [84]
- Tommy Kirk, Télévision et Film [85]
- Joe Ranft, Animation (à titre posthume) [86]
- David Stollery, Télévision et Film [87]
- Ginny Tyler, Télévision et Film [88]

### 2007
- Dave Smith, Archives
- Bob Schiffer, Film Production
- Floyd Norman, Animation
- Randy Newman, Musique
- Tom Murphy, Administration
- Lucille Martin, Administration
- Ron Logan, Parcs et Resorts
- Dick Huemer, Animation (à titre posthume)
- Marge Champion, Animation
- Carl Bongirno, Imagineering
- Art Babbitt, Animation
- Roone Arledge, Télévision

### 2008
- Frank Gifford, Télévision
- Wayne Allwine, Animation - Voix
- Burny Mattinson, Animation
- Bob Booth, Imagineering
- Neil Gallagher, Imagineering
- Toshio Kagami, Parcs et Resorts
- Walt Peregoy, Animation
- Dorothea Redmond, Imagineering
- Russi Taylor, Animation - Voix
- Oliver Wallace, Musique (à titre posthume)
- Barbara Walters, Télévision

### 2009
- Tony Anselmo, Animation - Voix
- Harry Archinal, Film
- Beatrice Arthur, Film et Télévision (à titre posthume)
- Bill Farmer, Animation - Voix
- Estelle Getty, Film et Télévision (à titre posthume)
- Don Iwerks, Film
- Rue McClanahan, Film et Télévision
- Leota Toombs Thomas, Parcs et Resorts (à titre posthume)
- Betty White, Film et Télévision[89]
- Robin Williams, Film, Animation - Voix

### 2010
Aucun récipiendaire

### 2011
- Regis Philbin, Télévision
- Jim Henson, Film  (à titre posthume)
- Jodi Benson, Animation - Voix
- Paige O'Hara, Animation - Voix
- Lea Salonga, Animation - Voix
- Linda Larkin, Animation - Voix
- Anika Noni Rose, Animation - Voix
- Jack Wrather, Parcs et Resorts  (à titre posthume)
- Bonita Wrather, Film  (à titre posthume)
- Guy Williams, Télévision  (à titre posthume)
- Bo Boyd, Consumer Products
- Raymond Watson, Administration

Source : insidethemagic.net

### 2012
Aucun récipiendaire

### 2013
- Tony Baxter, Imagineering
- Collin Campbell, Imagineering  (à titre posthume)
- Dick Clark, Television  (à titre posthume)
- Billy Crystal, Film & Animation - Voix
- John Goodman, Film & Animation - Voix
- Steve Jobs, Animation  (à titre posthume)
- Glen Keane, Animation
- Ed Wynn, Film & Animation - Voix (à titre posthume)

Source : insidethemagic.net

### 2015
La promotion 2015 des Disney Legends a été dévoilée lors du D23,
- George Bodenheimer, Administration et Télévision
- Andreas Deja, Animation
- Johnny Depp, Films et parcs à thème[94]
- Eyvind Earle, Animation (à titre posthume)
- Danny Elfman, Musique
- George Lucas, Film et parcs à thème
- Susan Lucci, Télévision
- Julie Reihm Casaletto, Parcs à thème
- Carson Van Osten, produits dérivés

### 2017
La promotion 2017 des Disney Legends a été dévoilée lors du D23,,
- Carrie Fisher, Film (à titre posthume)
- Clyde Geronimi, Animation (à titre posthume)
- Whoopi Goldberg, Film et télévision
- Manuel Gonzales, Animation (à titre posthume)
- Mark Hamill, Film
- Wayne Jackson, Création
- Jack Kirby, édition (à titre posthume)
- Stan Lee, Film et édition
- Garry Marshall, Film et télévision (à titre posthume)
- Julie Taymor, Film
- Oprah Winfrey, Film et télévision

### 2019
Le 16 mai 2019, Disney annonce une liste de 11 personnes qui doivent recevoir la distinction Disney Legend durant une cérémonie lors de la D23 le 23 août 2019 dont Robert Downey Jr., Bette Midler et Jon Favreau,
La promotion 2019 des Disney Legends a été dévoilée lors du D23.
- Christina Aguilera, Musique & Télévision
- Wing T. Chao, Imagineering
- Robert Downey Jr., Film
- Jon Favreau, Film
- James Earl Jones, Voix
- Bette Midler, Film
- Kenny Ortega, Film & Télévision
- Barnette Ricci, Parks & Resorts
- Robin Roberts, Télévision journaliste
- Diane Sawyer, Télévision
- Ming-Na Wen, Télévision & Voix
- Hans Zimmer, Musique

### 2022
- Anthony Anderson, Film & Télévision[100]
- Kristen Bell, Film & Voix[100]
- Chadwick Boseman, Film[100](à titre posthume)
- Rob't Coltrin, Parks & Resorts[100]
- Patrick Dempsey, Film & Télévision[100]
- Robert Price "Bob" Foster, Administration[100](à titre posthume)
- Josh Gad, Film & Voix[100]
- Jonathan Groff, Film & Voix[100]
- Don Hahn, Animation[100]
- Doris Hardoon, Imagineering[100]
- Idina Menzel, Film & Voix[100]
- Chris Montan, Musique[100]
- Ellen Pompeo, Télévision[100]
- Tracee Ellis Ross, Télévision[100]